# Sven Otten
Sven Otten (* 1988) ist ein deutscher Tänzer, Webvideoproduzent und IT-Techniker. Er wurde mit seinem YouTube-Kanal Sven Otten - JustSomeMotion international bekannt.

## Tanz
Sven Otten bezeichnet seinen Tanzstil als Neoswing. Sein Tanz besteht aus Elementen von Swing und moderneren Tänzen. Auffallend dabei ist, dass er, wie im Swing, fast immer einen Hut und Anzug trägt. Der Tanz wird als sehr „ansteckend“ bezeichnet.
Seinen ersten Fernsehauftritt hatte er 2015 bei Got to Dance.
Sven Otten produzierte zusammen mit Deka Investment einen Werbefilm. In der Werbung tanzt Otten durch ein Einkaufszentrum. Im Ausland wirbt er als Tänzer z. B. für die Mobilfunkmarke TIM.
Die russische Zeitschrift Klassno sieht in Ottens Tanzstil eine neue Choreografie und erinnert dabei an Isadora Duncans Leitsatz: „Atmen, Vibrieren, Fühlen“. Die italienische Termometro Politico berichtete unter anderem von Ottens Auftritt auf dem Sanremo-Festival 2017 als Gesicht des Sponsors TIM.

## YouTube
Nachdem Otten im Dezember 2012 sein erstes Video auf YouTube veröffentlichte, erhielt er schon sehr bald Aufmerksamkeit. Mit seinem zweiten Video erreichte er seinen bisher größten Erfolg mit ca. 50 Millionen. In diesem Video tanzt er zu dem Lied All night von Parov Stelar.
Auf seinem YouTube-Kanal hat Otten ca. 502.000 Abonnenten (Stand: Februar 2024).